# Pontes e Lacerda
Pontes e Lacerda est une municipalité brésilienne située dans l'État du Mato Grosso.